# 宽敞透孔螺
宽敞透孔螺（学名：Macroschisma dilatatum），是原始腹足目裂螺科Macroschisma的一种。主要分布于台湾，常栖息在亚潮间带到150米深海域。